# 올렉시 벨리크
올렉시 흐리호로비치 벨리크(우크라이나어: Олексі́й Григо́рович Бє́лік, 1981년 2월 15일 ~ )는 우크라이나의 전직 축구 선수로, 현역 시절 포지션은 공격수이다. 그는 우크라이나 국가대표팀 소속으로 뛰었으며, 2006년 FIFA 월드컵의 주전 선수로 활약했다. 또한 벨리크는 2001년 FIFA 세계 청소년 축구 선수권 대회에서 세 골을 넣으며 우크라이나 U-20 국가대표팀의 주요 득점자로 활약했다. 그는 2000년 UEFA U-18 축구 선수권 대회 결승전에서도 우크라이나 U-18 국가대표팀에 포함되었다.

## 구단 경력

### 샤흐타르 도네츠크
소련 우크라이나 SSR 도네츠크에서 태어난 벨리크는 샤흐타르 도네츠크에서 경력을 시작했다. 그는 2006년 FIFA 월드컵까지 클럽의 주전 선수로 활약했지만, 그 이후로는 거의 기용되지 않았다.

#### VfL 보훔으로의 임대
2008년 1월 이적 시장에서 벨리크는 샤흐타르에서 분데스리가 클럽 VfL 보훔으로 임대되었다. 그는 VfL 볼프스부르크를 상대로 VfL 보훔에서 첫 선발 출전을 했고, 그곳에서 골대를 맞고 옐로카드를 받았지만 58분에 교체되었다. 그는 총 4경기에 출전하여 2008년 여름에 샤흐타르로 복귀했다.

### 드니프로
2008년 8월 5일, 짧은 협상 끝에 벨리크는 드니프로와 3년 계약, 이적료 550만 달러에 계약을 체결했다. 그는 2008년 8월 23일, 리그 경기에서 데뷔했지만 드니프로는 0-0 무승부를 기록했다. 벨리크는 59분에 교체되어 몇 번의 슈팅으로 임팩트를 남겼다. 또한 90+1분에 공이 오프사이드로 판정된 후 옐로카드를 받기도 했다.

### 메탈루르흐 자포리자
그는 마지막으로 페르샤 리하의 메탈루르흐 자포리자에서 뛰었다.

## 국가대표팀 경력
그는 아르헨티나에서 열린 2001년 FIFA 세계 청소년 축구 선수권 대회에서 우크라이나 주니어 국가대표팀 (24경기, 15골)과 청소년 국가대표팀 (27경기, 17골)의 지도자 중 한 명으로, 조별 리그 3경기에서 3골을 넣으며 팀이 1-8 결승에 진출하는 데 기여했고, 파라과이의 미래 준결승 진출자들에게 패배했다. 2002년 2월, 그는 아나톨리 크로셴코 감독에 의해 우크라이나 올림픽 국가대표팀에 소집되었다.
2004년 9월 초, 그는 카자흐스탄과의 첫 경기에서 우크라이나 국가대표팀에 소집되어 득점했다. 공식 경기에서의 두 번째 골은 조지아와의 경기였다. 그는 총 20경기에 출전하여 5골을 기록했다. 그는 안드리 셰우첸코의 더블로 여겨졌지만, 국가대표팀 주장이 부상을 당했을 경우에만 주전 선수로 활약했다. 2006년 FIFA 월드컵에서는 이탈리아와의 경기에서 교체 선수로 출전하여 마지막 20분을 뛰었다.